# Mandarake
Mandarake är en japansk företagskedja inom second handbranschen som säljer bland annat anime- och mangarelaterade föremål. Den första Mandarake-butiken öppnades år 1980 i stadsdelen Nakano i Tokyo.

## Orter där kedjans butiker finns
- Nakano Broadway, Tokyo
- Shibuya
- Complex i Akihabara
- Utsunomiya
- Sapporo
- Osaka
- Kokura
- Fukuoka